# Moega
Moenga é, num moinho, a caixa de madeira de forma piramidal, com o vértice para baixo, a abrir dentro da quelha.